# José Balbino da Silva
José Balbino da Silva (23 marzo 1896 – ...) è stato un calciatore portoghese, di ruolo attaccante.

## Carriera

### Club
José Balbino ha giocato dal 1913 al 1917 nel Salgueiros. Nel 1917 si aggrega al Porto, diventando uno dei giocatori più rappresentativi dei bianco-blu nel periodo prima della Seconda guerra mondiale. A quell'epoca il campionato portoghese non era ancora stato organizzato nella sua struttura odierna dato che i club portoghesi partecipavano ai rispettivi campionati regionali, mentre il cosiddetto Campeonato de Portugal era sostanzialmente l'antesignano dell'attuale Taça de Portugal. Balbino ha conquistato due volte il Campeonato de Portugal con la maglia del Porto, nel 1922 e nel 1925, mentre si è aggiudicato undici volte il Campeonato do Porto.

### Nazionale
Ha giocato una sola partita con la maglia della Nazionale portoghese nel 1923, ossia un'amichevole persa 0-3 a Siviglia contro i cugini iberici della Spagna.

## Statistiche

### Presenze e reti in Nazionale
| Cronologia completa delle presenze e delle reti in nazionale ― Portogallo | Cronologia completa delle presenze e delle reti in nazionale ― Portogallo | Cronologia completa delle presenze e delle reti in nazionale ― Portogallo | Cronologia completa delle presenze e delle reti in nazionale ― Portogallo | Cronologia completa delle presenze e delle reti in nazionale ― Portogallo | Cronologia completa delle presenze e delle reti in nazionale ― Portogallo | Cronologia completa delle presenze e delle reti in nazionale ― Portogallo | Cronologia completa delle presenze e delle reti in nazionale ― Portogallo |
| Data                                                                      | Città                                                                     | In casa                                                                   | Risultato                                                                 | Ospiti                                                                    | Competizione                                                              | Reti                                                                      | Note                                                                      |
| ------------------------------------------------------------------------- | ------------------------------------------------------------------------- | ------------------------------------------------------------------------- | ------------------------------------------------------------------------- | ------------------------------------------------------------------------- | ------------------------------------------------------------------------- | ------------------------------------------------------------------------- | ------------------------------------------------------------------------- |
| 16-11-1923                                                                | Siviglia                                                                  | Spagna                                                                    | 3 – 0                                                                     | Portogallo                                                                | Amichevole                                                                | -                                                                         |                                                                           |
| Totale                                                                    |                                                                           | Presenze                                                                  | 1                                                                         |                                                                           | Reti                                                                      | 0                                                                         |                                                                           |

## Palmarès

### Club

#### Competizioni nazionali
- Campeonato do Porto: 11

Porto: 1918-1919, 1919-1920, 1920-1921, 1921-1922, 1922-1923, 1924-1925, 1925-1926, 1926-1927, 1927-1928, 1928-1929, 1929-1930
- Coppa del Portogallo: 2

Porto: 1922, 1925